# Andrzej Piotr Studziński
Andrzej Piotr Studziński – polski działacz lewicowy, wydawca, dziennikarz.
Przed 1990 działacz Polskiej Partii Socjalistycznej na emigracji, w Szwajcarii, członek Rady Naczelnej i Centralnego Komitetu Wykonawczego PPS na emigracji (1987–1990). Redaktor pisma „Robotnik”. Na XXV Kongresie PPS (1990) wybrany do Rady Naczelnej.
Od 2004 prezes Zarządu Fundacji „Książka i Prasa”, będącego wydawcą polskiej edycji „Le Monde diplomatique”.